# Difusão turbulenta
Difusão turbulenta, dispersão turbulenta, é qualquer processo de difusão pelo qual substâncias são misturadas na atmosfera ou em qualquer sistema de fluido devido ao movimento turbulento. Em outra definição é a mistura que é causada por turbulência que pode variar em tamanho das pequenas microescalas de Kolmogorov a giros oceânicos subtropicais.
Como os processos microscópicos responsáveis pela mistura atmosférica são demasiado complexos para serem modelados em detalhe, os modelos da atmosfera geralmente tratam a mistura atmosférica como um processo de difusão macroscópica "turbilhonada". Nesta abordagem, a taxa de difusão em cada nível de pressão é parametrizado por uma quantidade conhecida como coeficiente de difusão turbulenta, Kpp. 75 e 90 (também algumas vezes chamada difusividade turbulenta).